# 道中奉行
道中奉行（どうちゅうぶぎょう）は、江戸幕府における職名のひとつ。

## 概要
道中奉行は、五街道である東海道・中山道・日光道中・奥州道中・甲州道中および、五街道の付属街道として主要街道を支配下にした。宿場駅の取締りや公事訴訟、助郷の監督、道路、橋梁、渡船、並木、一里塚の整備など道中関係全てを担当した。
初見は『吏徴別録』の寛永4年（1632年）12月にある水野守信ら4名の任命の記事であるが、一般的には万治2年7月19日（1659年9月5日）に大目付高木守久が兼任で就任したのにはじまるとされる。大目付兼帯1名として始まったが、元禄11年（1698年）に勘定奉行松平重良が道中奉行加役となって以後、大目付と勘定奉行から1名ずつ兼帯する2人制となった。
万治2年（1659年）、幕府に道中奉行が設けられ、五街道に付属していた街道は「佐屋路・美濃路・例幣使街道・壬生通・水戸佐倉道・本坂通などのほか日光法成道」があった。佐屋路、例幣使街道、本坂通は、明和元年（1764年）に道中奉行の管轄となった。
正徳2年（1712年）から享保9年（1724年）までは与力2騎、同心10人が配属され、配下に勘定組頭の兼職である道中方が置かれていた。
役料は享保8年（1723年）から年に3000石、文化2年（1805年）以後は年間金250両。
弘化2年（1845年）より大目付のみの兼帯。